# Смит, Элви Рей
Элви Рей Смит III (англ. Alvy Ray Smith; род. 8 сентября 1943) — американский инженер-мультипликатор, специалист по компьютерной графике, сооснователь Pixar.

## Ранние годы и образование
Родился 8 сентября 1943 года в городе Минерал-Уэлс, штат Техас. Однако вырос в городе Лас-Крусес, штат Нью-Мексико. В детстве дядя, который был художником, привил ему любовь к рисованию, обучив его искусству работы с масляными и акриловыми красками.
В школе он проявлял выдающиеся способности в математике и естественных науках. В 1960-х годах он решил посвятить себя изучению электротехники в Университете Нью-Мексико. Там он устроился на работу младшим инженером в лабораторию физики, где разрабатывались антенны для метеорологического спутника Nimbus.
Его первой задачей было создать чертёж спирали для антенны. Руководитель лаборатории ожидал, что он, как и все остальные, будет выполнять работу на бумаге, и дал ему месяц на выполнение задания. Однако Смит решил использовать компьютер и завершил чертёж за один день, что, по его словам, произвело настоящий фурор среди коллег.
В 1965 году он получил степень бакалавра и поступил в Стэнфорд, где изучал технологии ИИ. С 1969 года работал в Нью-Йоркском университете заместителем профессора электротехники Герберта Фримена — одного из первых исследователей компьютерной графики. В свободное от работы Смит рисовал. В 1970 году он получил степень доктора философии по компьютерным наукам в Стэнфордском университете, защитив диссертацию, по теории клеточных автоматов.

## Карьера
С 1969 по 1973 год работал в качестве адъюнкт-профессора электротехники и компьютерных наук в Нью-Йоркском университете под руководством заместителя председателя Герберта Фримана, который был одним из первых исследователей в области компьютерной графики. В 1974 году он также преподавал в Калифорнийском университете в Беркли в течение некоторого времени.
В 1974 году, работая в Xerox PARC, Смит совместно с Ричардом Шоупом трудился над созданием SuperPaint — одного из первых растровых графических редакторов, также известного как программа для рисования. Ключевым достижением Смита в этой области стало создание цветового пространства HSV, также известного как HSB. С помощью SuperPaint он разработал свои первые компьютерные анимации.
В 1975 году Смит начал работать в Лаборатории Компьютерной Графики в Нью-Йоркском технологическом институте (NYIT), где он занимал должность «Information Quanta». Там он познакомился с Эдом Кэтмаллом и несколькими ключевыми сотрудниками, которые стали основателями компании Pixar. Смит занимался разработкой новых программ для рисования, среди которых был Paint3 — первый редактор растровой графики, поддерживающий true color. Также Смит участвовал в создании анимационного фильма «Sunstone» вместе с Эдом Эмшвиллером. Этот фильм входит в коллекцию Музея современного искусства в Нью-Йорке. До 1979 года Смит работал в Нью-Йоркском институте технологии, а затем непродолжительное время — в Лаборатории реактивного движения, где он сотрудничал с Джимом Блинном над телесериалом «Космос: персональное путешествие».
Смит, наряду с Эдом Кэтмаллом, стал одним из основателей компьютерного подразделения Lucasfilm, которое занималось разработкой программного обеспечения для компьютерной графики, включая раннюю технологию рендеринга. Как директор проекта компьютерной графики, Смит создал и срежиссировал «Демо-версию Genesis» в фильме «Звёздный путь 2: Гнев Хана», а также задумал и срежиссировал короткометражный анимационный фильм «Приключения Андре и Пчёлки Уолли», анимированный Джоном Лассетером. Их задачей было заменить оптический плёночный принтер на цифровой аналог. Плёночный принтер позволял взять изображение, к примеру, сёрфер на доске, и помещать на другое, например, 50-метровую волну. Команда Смита разработала узкоспециализированный компьютер с высоким разрешением и вычислительной мощностью для сканирования плёнки и дальнейшего её объединения со спецэффектами в режиме реального времени. Готовый результат можно было перенести назад на плёнку. На разработку устройства ушло четыре года. Смит предложил назвать компьютер Pixer — благодаря окончанию он был похож на испанский глагол, и по мнению создателя, мог бы обозначать «создавать изображения». Другой сотрудник компании, Лоран Карпентер, предложил поменять букву «e» на «a» и получился Pixar.
В 1988—1992 годах Смит был членом попечительского совета Национальной медицинской библиотеки в Бетесде, Мэриленд, где он сыграл важную роль в открытии проекта «Visible Human Project».
В 1991 году, после ухода из Pixar, Смит основал вместе с Эриком Лайонсом и Николасом Клеем компанию Altamira Software. В 1994 году Altamira была приобретена Microsoft, и Смит стал первым сотрудником компании, занимающимся графикой.
Смит покинул Microsoft в 1999 году, чтобы посвятить своё время подготовке докладов, исследованию научной генеалогии и изучению цифровых технологий. Он живёт в Сиэтле, штат Вашингтон. В 2010 году Смит женился на Элисон Гопник, авторе и профессоре психологии в Калифорнийском университете в Беркли.